# Ключ 109
Ключ 109 (трад. и упр. 目) — ключ Канси со значением «глаз»; один из 23, состоящих из пяти штрихов.
В словаре Канси есть 647 символов (из 49 030), которые можно найти c этим радикалом.

## История
На древней идеограмме без труда можно узнать человеческий глаз.
Современный иероглиф используется в значениях: «глаз, глаза, взор, взгляд», «подразделение, подзаголовок, статья, обзор, свод», «название, заглавие, титул, указатель, индекс» и др.
Иероглиф является сильным ключевым знаком.
Часто располагается слева. В верхней части сложного знака может иметь горизонтальную форму, как верхняя часть у этого иероглифа: 罟.
- Вид в Цзиньвэнь
- Вид в Цзягувэнь
- Вид в большой печати Чжуаньшу
- Вид в малой печати Чжуаньшу

В словарях находится под номером 109.

## Примеры иероглифов
| Доп. штрихи | Иероглифы |
| ----------- | --- |
| 0           | 目 |
| 2           | 盯 𥃨 𥃱 䀎 䀏 |
| 3           | 直 直 盰 盱 盲 盳 盵 䀐 䀑 䀒 䀓 䀔 |
| 4           | 盶 盷 相 盹 盺 盻 盼 盽 盾 盿 䀚 䀛 䀜 䀝 䀞 眊 看 県 眍 𥄎 𥄫 𥄬 𥄭 𥄮 𥄯 䀕 䀖 䀗 䀘 䀙 眀 省 眂 眃 眄 眅 眆 眇 眈 眉 𥄢 𥄰 䀘                                  |
| 5           | 䀟 眎 眏 眚 眛 眜 眝 眞 真 眪 眫 眬 眿 䀠 䀡 䀢 䀣 䀤 䀦 眐 眑 眒 眓 眔 眕 眖 眗 眘 眙 眠 眡 眢 眣 眤 眥 眦 眧 眨 眩 𥅃 𥅈                                        |
| 6           | 䀪 䀫 䀬 䀭 䀮 眭 眮 眯 眺 眻 眼 眽 眾 𥅞 𥅽 𥅾 𥅿 䀧 䀨 䀩 眰 眱 眲 眳 眴 眵 眶 眷 眸 眹 睁 𥅠 𥅦 𥅲 𥆀 𥆁 𥆂 𥆃 𥆄                                              |
| 7           | 睊 䀹 𥆡 𥆩 𥆹 𥆺 𥆻 𥆼 𥆽 𥆾 𥆿 𥇀 𥇁 𥇂 𥇈 䀯 䀺 䀻 䀼 䀽 䀾 䀿 睊 睋 睌 睍 睎 睏 𥆟 䀰 䀱 䀲 䀳 䀴 䀵 䀶 䀷 䀸 䀹 䁀 着 睂 睃 睄 睅 睆 睇 睈 睉 睊 着 䀹       |
| 8           | 䁆 𥇍 𥇣 𥇥 𥇦 𥇧 𥇶 𥇷 𥇸 𥇹 𥇺 𥇻 𥇼 𥇽 睚 睛 睜 睝 睞 睟 睪 睫 睬 睭 䁁 䁂 䁃 䁄 䁅 䁆 䁇 䁈 䁉 睒 睓 睔 睕 睖 睗 睘 睙 睠 睢 督 睤 睥 睦 睧 睨 睩 𥈁          |
| 9           | 䁊 䁋 䁌 䁍 䁎 䁏 睮 睯 睺 睻 睼 睽 睾 睿 𥈞 𥈭 𥈯 𥈺 䁐 䁑 䁒 䁓 䁔 䁕 䁖 睡 睰 睱 睲 睳 睴 睵 睶 睷 睸 睹 瞀 瞁 瞂 瞃 瞄 瞅 瞆 𥈠 𥈡 𥈢 𥈰 𥈱 𥈲 𥈳 𥈴 𥈵 𥈶 𥈹 |
| 10          | 瞋 䁚 䁛 䁜 䁝 䁞 䁟 瞊 瞋 瞌 瞍 瞎 瞏 𥈿 𥉌 𥉪 𥉫 𥉬 𥉭 𥉮 𥉯 䁗 䁘 䁙 䁠 䁡 瞇 瞈 瞉 瞐 瞑 瞒 瞓 𥉐 𥉩 𥉰 𥉲                                                    |
| 11          | 瞠 瞡 瞢 瞣 𥊠 𥊡 𥊢 𥊣 𥊤 𥊥 𥊦 䁪 瞚 瞛 瞜 瞝 瞞 瞟 𥊌 𥊚 𥊛 𥊜 𥊝 𥊞 𥊟 䁢 䁣 䁤 䁥 䁦 䁧 䁨 䁩 瞔 瞕 瞖 瞗 瞘 瞙 𥉸 𥊀 𥊖 𥊗 𥊘 𥊙                            |
| 12          | 瞤 瞥 瞦 瞧 瞨 瞩 瞪 瞫 瞬 瞭 瞮 瞯 瞰 瞱 瞲 瞳 瞴 瞵 瞶 瞷 𥊴 𥋇 𥋒 𥋓 𥋔 𥋕 䁫 䁬 䁭 䁮 䁯 䁰 䁱 䁲 䁳 瞧                                                       |
| 13          | 瞸 瞹 瞺 瞻 瞼 瞽 瞾 瞿 矀 矁 矂 𥋘 𥋟 𥋧 𥋲 𥋳 𥋴 𥋵 𥋶 𥋷 𥋸 𥋹 𥋺 𥋼 𥋽 䁺 䁴 䁵 䁶 䁷 䁸 䁹                                                                   |
| 14          | 矃 矄 矅 矆 矇 矈 矉 矊 𥌎 𥌀 𥌈 𥌑 𥌓 𥌙 |
| 15          | 矋 矌 矍 矎 矏 䁻 䁼 䁽 䁾 𥌛 𥌫 𥌬 𥌥 𥌦 𥌧 |
| 16          | 矐 矑 矒 矓 䁿 䂀 𥌷 𥌸 𥌹 |
| 17          | 䂁 |
| 18          | 矔 𥍍 𥍎 䂂 䂃 |
| 19          | 矕 矗 𥍑 𥍒 |
| 20          | 矘 矙 䂄 |
| 21          | 矖 矚 𥍖 𥍘 |
| 23          | 𥍛 |
| 25          | 䂅 |

- Примечание: Ваш браузер может отображать иероглифы неправильно.